# Savoir-faire Linux
Savoir-faire Linux Inc. est une entreprise canadienne créée en 1999 qui œuvre dans le domaine des logiciels open source. Elle est l'une des plus grosses compagnies du pays dans ce domaine. Son siège social est basé à Montréal, dans la province de Québec. L'entreprise a également des bureaux à Rennes en France, depuis 2017. 

## Les projets de développements open source de Savoir-faire Linux

### Jami
En 2005, Cyrille Béraud lance le projet de développement d'un téléphone numérique pour les entreprises entièrement conçus à partir de technologies ouvertes.
SFLPhone est un « Téléphone Logiciel » professionnel pouvant gérer, de manière quotidienne, un nombre illimité de lignes et d'appels. Conforme aux standards de télécommunication (SIP, IAX), il s'interconnecte avec le logiciel Asterisk, PBX de référence dans le monde du logiciel Open Source sur Internet.
Ring, basé sur SFLPhone, y ajoute le support de OpenDHT, lui permettant de ne pas être dépendant d'un serveur.
En 2019, Ring devient Jami. Jami est un logiciel de téléphonie et de messagerie instantanée compatible avec SIP pour Linux, Microsoft Windows, macOS, iOS, iPadOS, et Android. Développé et mis à jour par Savoir-faire Linux, et avec l’aide d’une communauté mondiale d’utilisateurs et de contributeurs, Jami se positionne comme un logiciel qui pourrait potentiellement remplacer l'application Skype. Jami est un logiciel gratuit et opensource publié sous la licence GNU General Public License Version 3+. En novembre 2016, elle a été intégrée au projet GNU. 
Deux types de comptes sont actuellement disponibles. Les deux types de comptes offrent des fonctionnalités similaires, notamment la messagerie, la vidéo ainsi que l'audio. Les types de comptes sont SIP et Ring. Un compte SIP permet au softphone Jami de se connecter à un serveur SIP standard et un compte Ring peut enregistrer (ou utiliser un compte configuré) sur le réseau Jami décentralisé, qui ne nécessite aucun serveur central. 
Jami crée son propre réseau sur lequel elle peut répartir les fonctions de répertoire, l'authentification et le chiffrement sur tous les systèmes qui y sont connectés. Les packages sont disponibles pour toutes les principales distributions Linux, y compris Debian, Fedora et Ubuntu. Des versions distinctes de GNOME et de KDE sont également disponibles.

SFLvault
SFLvault permet de gérer, avec des groupes de permissions, l'accès à certaines ressources et de distribuer les permissions d'accès à certains services (ex. ssh) d'une manière sûre d’un point de vue cryptographique. Il donne également à ses utilisateurs un outil pour se connecter automatiquement et ce, même en cascade (par exemple, se connecter sur un pare-feu, puis de là, sur une machine dans un réseau local distant). SFLvault possède une infrastructure client/serveur permettant à plusieurs utilisateurs d'accéder aux données sensibles de manière sécuritaire et de les utiliser pour accélérer leur travail.
La gestion des mots de passe de services (tels que SSH, MySQL, PostgreSQL, HTTP, applications web) disponibles dans un large parc informatique (ou chez plusieurs clients) peut rapidement devenir un fiasco et une réelle menace à la sécurité sans un outil comme SFLvault.
La gestion des services se définit en trois niveaux : le client, la machine et le service sur cette machine. Les services peuvent être hiérarchisés entre eux et faire partie de plusieurs groupes.
Chaque utilisateur peut faire partie d'un ou de plusieurs groupes. Le système utilise une infrastructure à clé publique (PKI), pour chiffrer l'accès aux groupes. L'accès à un groupe donne accès aux services par un second lien PKI. Les mêmes algorithmes que pour PGP (GnuPG) sont utilisés pour le chiffrement des données.
SFLvault est basé sur Pylons, écrit en Python et malgré sa puissance, demeure simple de conception. La dernière version est la 0.7.3 datant de mai 2009.

### L'infrastructure à clés publique de Savoir-faire Linux
Les problèmes de sécurité de l'information professionnelle, font des infrastructures à clés publiques ou PKI, des sujets d'actualités. En 2008, le Dr Miège, (Directeur du bureau d'Ottawa de Savoir-faire Linux) se lance dans un projet de développement basé exclusivement sur des technologies Open Source.

## Les organisations publiques

### La Régie des rentes du Québec
En 2007, Savoir-faire Linux a déposé une requête en jugement déclaratoire contre la Régie des Rentes du Québec (RRQ) concernant l’attribution d’un marché à Microsoft. L’entreprise estime que la réglementation et la politique sur les marchés publics n’ont pas été respectées par RRQ, qui n'a pas lancé d'appel d’offres pour inviter des fournisseurs à soumissionner et à privilégier la continuité par rapport à Microsoft déjà en place, sans examiner les alternatives.
Le juge Denis Jacques de la Cour supérieure conclut en juin 2010 que la Régie des rentes du Québec a agi illégalement, en février 2008, lorsqu'elle a fait l'acquisition de logiciels Microsoft sans procéder par appel d'offres. Cette affaire a posé également la question de l'emploi de logiciels libres dans les administrations.

## Historique
- 1999 : Création de l'entreprise ;
- 2000 : Services de consultation et de support en logiciels open source ;
- 2001 : Ouverture d'un centre de formation à Montréal ;
- 2004 : Signature d'un partenariat avec Novell pour la formation. Lancement du projet SFLPhone ;
- 2005 : Signature de partenariats avec LPI, Sophos, Open-Xchange. Ouverture d'un centre de formation à Québec ;
- 2006 : Signature de partenariats avec Red Hat et Zabbix, ouverture du bureau de Québec ;
- 2007 : Signature de partenariats avec Ubuntu, Compiere,  Zimbra, Scalix, ouverture du centre de formation d'Ottawa ;
- 2008 : Signature d'un nouveau partenariat avec Novell, ouverture du bureau d'Ottawa. Lancement du projet SFLvault ;
- 2009 : Obtention de la certification ISO 9001:2008
- 2011 : Obtention de la certification ISO 14001:2004
- 2012 : Début des prestations client sur OpenERP
- 2013 : Partenaire platine Liferay
- 2014 : Certification employeur remarquable
- 2015 : Contrat public en France avec l'Université Paris-Dauphine, début du projet Ring, Contrat public de l'Agence spatiale canadienne en partenariat avec Obéo
- 2016 : Cofondateur de Bleu Blanc Tech et Premier partenaire Microsoft Open Source Canada
- 2017 : Réalisation du site informationnel de Québecor et expansion de la filiale à Rennes (France)
- 2019 : Ring devient Jami

## Personnes clés
- Cyrille Béraud (président)
- Christophe Villemer (vice-président exécutif)
- Jérôme Oufella (vice-président technologies)

### Articles de journaux
- Pierre Asselin  (9 mars), « Contrat sans appel d'offres: perdu d'avance, dit Savoir-faire Linux », Le Soleil,‎ 9 mars 2010 (lire en ligne).
- Pierre Asselin (10 mars), « RRQ c. Savoir-faire Linux: premier procès «twitté» au Québec », Le Soleil,‎ 10 mars 2010 (lire en ligne).
- Pierre Asselin (3 juin), « RRQ c. Savoir-faire Linux: premier procès «twitté» au Québec », Le Soleil,‎ 3 juin 2010 (lire en ligne).
- Yves Therrien, « Nouveaux locaux, nouvelle accréditation et nouveau contrat pour Savoir-Faire Linux », Le Soleil,‎ 10 octobre 2013 (lire en ligne).
- Mathias Marchal, « Dans l’antre de Savoir-faire Linux », Métro,‎ 1- août 2013 (lire en ligne).
- Jean-François Ferland, « Contrat international et expansion européenne pour Savoir-faire Linux », Direction Informatique,‎ 10 septembre 2013 (lire en ligne).
- Benjamin Jébrak, « Accord de partenariat entre BlueMind et Savoir-faire Linux », Direction Informatique,‎ 13 février 2014 (lire en ligne).
- Dominique Lemoine, « Contrat d'espace étudiant en ligne en France pour Savoir-faire Linux », 5 mars 2015, (https://www.directioninformatique.com/contrat-despace-etudiant-en-ligne-en-france-pour-savoir-faire-linux/34154)
- Oscar Barthe « Savoir-faire Linux veut doubler son chiffre d'affaires en France », Distributique, 23 novembre 2016, (https://www.distributique.com/actualites/lire-savoir-faire-linux-veut-doubler-son-chiffre-d-affaires-en-france-25555.html)

- « Numérique. Le québécois Savoir-Faire Linux s'implante à Rennes », Ouest France, 28 novembre 2017 (https://www.ouest-france.fr/bretagne/rennes-35000/numerique-le-quebecois-savoir-faire-linux-s-implante-rennes-5409212)
- Ludovic Legros, « CES 2019: Savoir-faire Linux lance Jami, une application de communication universelle », Geeks and Com, 23 janvier 2019 (https://www.geeksandcom.com/2019/01/23/ces-2019-savoir-faire-linux-lance-jami-une-application-de-communication-universelle/)

### Mentionné dans
- Thot Culture Formation et Culture numérique: Jami : application de communication libre et sécurisée, pour tous ! Gratuite. ( https://cursus.edu/technologies/42756/jami-application-de-communication-libre-et-securisee-pour-tous-gratuite#.XLTZBScpBN1)
- GoodFirms: The Best 8 Free and Open Source Web Conferencing Software Solutions (https://www.goodfirms.co/blog/best-free-open-source-web-conferencing-software-solutions)
- Espresso Jobs :  (https://espresso-jobs.com/conseils-carriere/super-job-pour-un-passionne-du-logiciel-libre-a-montreal/)
- Medevel : Top 15 Open source Video conference and Team communication solutions for Windows, Linux, Mac OSX and Phones. ( https://medevel.com/10-os-video-conferencing/)
- Techradar Pro:  Best alternatives to Skype 2019. (https://www.techradar.com/news/best-alternatives-to-skype)